# Novotny Gergely
Novotny Gergely (Budapest, 1925. február 22. – Budapest, 2003. október 31.), író, költő, drámaíró, klarinétművész, zenetanár.

## Családja
Édesapja Novotny Emil Róbert (1898-1975) festőművész, édesanyja Sidwers Erzsébet (1901-1974) gyógytornász. Négy gyermeke született, Júlia (1952), Tibor (1955), Dániel (1973), Csilla (1976).

## Élete
Az 1930-as évek végén édesanyja az Odescalchi hercegi család tuzséri kastélyában dolgozott nyaranta, Novotny félig-meddig itt nevelkedett, és az arisztokrácia mellett tapasztalatokat szerzett a természettel együtt élő gazdálkodók világáról. A környékbeli pásztoroktól megtanult furulyázni, ez az élmény terelhette aztán a zenei pálya felé.
A budai Szent Imre Ciszterci Gimnáziumban végzett, ahol a zenetudós Rajeczky Benjamin volt az egyik tanára. A középiskolával párhuzamosan járt a Zeneakadémiára, Váczi Károlytól tanult klarinétozni, de mesterei voltak Kodály Zoltán, Kósa György, Molnár Antal és Weiner Leó is. 1945-ben a Szegedi Nemzeti Színház, 1947-től a Fővárosi Zenekar, később az Állami Hangversenyzenekar klarinétművésze. 1979-ben ment nyugdíjba. Már nyugdíjas éveire esett zenetanári működése.
Az 1960-as évek közepén jelentkezett először abszurd drámáival, A poharak című egyfelvonásosa számos színházrendező kezén megfordult, de senki nem merte bemutatni. Az Új Írás 1968. februári, Örkény István által szerkesztett számában Novotny A fotel című monodrámájával szerepelt. 1969-ben az Ódry Színpad a Mire behozzák a narancslevet című darabját játszotta Várkonyi Zoltán rendezésében. A veszprémi püspöki könyvtárban működő felolvasószínpadon Siklós Olga rendezésében szintén előadták a Mire behozzák a narancslevet, továbbá az Elszállnak a seregélyek című bűnügyi színdarabja is elhangzott.
1973-ban Sík Ferenc rendezésében a Pécsi Nemzeti Színház műsorára került Az országutak iskolája című Petőfi-drámája. 1977-ben A vacsora című darabját mutatták be, az előadás megbukott, és bár a kritika a rendezőt okolta, Novotny drámaírói lendülete megtört. 1982-ben még indult a Magyar Televízió tv-játék pályázatán és második díjat nyert Óvodástörténet című forgatókönyvével, innentől kezdve viszont hosszú évekig sem színpadon, sem nyomtatott formában nem lehetett találkozni a műveivel. 1989-től a Liget, majd 1990 után a Barátság, Dunatükör, Élet és Irodalom, Magyar Jövő, MintHa, Napút és Polisz folyóiratok is közölték írásait. Több hangjátékot írt a Magyar Rádió számára, ezek közül elkészült és adásba került a Tódor barátom és A hétfejű sárkány felesége.
Francia eredetiből lefordította Aloysius Bertrand Az éjszaka Gáspárjának képzelődéseiből című művét.
Végh Károly így ír Novotny Körtánc és litánia című kötetéről: "Novotny Gergely költő akkor is, amikor prózát ír. Szavait feszesre komponálja. Valami ősi, ritmikus lüktetés hatja át. Ritmus, nyelv, ütem. Egymondatos prózaversek, körtánc és litánia. Dobok szólalnak meg valahol a mélyben. Legbelül bennünk is állandóan szól egy dob. Percenként hetvenet ver."
Írói életművének meghatározó része máig kiadatlan.

## Művei

### Megjelent kötetei
- Körtánc és litánia - A vándorköszörűs (prózák, Agroinform, 1998)
- Virágzó világvége (versek, szerk. Bognár Antal, Present Könyv- és Lapkiadó, 1999)
- Háromkirályok (színmű, szerk. és utószó Kállay Kotász Zoltán, Napkút Kiadó, Káva-Téka füzetek 91., 2015)

### Színházi bemutatói
- Mire behozzák a narancslevet (Ódry Színpad, rendező: Várkonyi Zoltán, 1969)
- Országutak iskolája (Pécsi Nemzeti Színház, rendező: Sík Ferenc, 1973)
- Az őr (Hevesi Sándor Színtársulat, rendező: Zala Kornélia, 1988)

### Online hozzáférhető művei
- Beszélgetés a festővel (naputonline.hu)
- Csárda (ligetmuhely.blog.hu)
- Díszítgetés (ligetmuhely.com)
- Esti kérdés (ligetmuhely.com)
- Falábú cinke (epa.oszk.hu)
- A gomb (napkut.hu) Archiválva 2012. október 3-i dátummal a Wayback Machine-ben
- Három méltóságos úr (ligetmuhely.com)
- Kaktuszlegelők (napkut.hu) Archiválva 2012. október 3-i dátummal a Wayback Machine-ben
- A kánai menyegző (ligetmuhely.com)
- Kövület, Falevél (dunatukor.fw.hu)
- Látogatás anyámnál (ligetmuhely.com)
- Nagy fa (ligetmuhely.blog.hu)
- Párkák (ligetmuhely.blog.hu)
- Poharak (részlet) (liget.org()
- Találkozás a sötétben (naputonline.hu)
- A vaddisznó ébresztőórája (epa.oszk.hu)